# フレデリック・グッドウィン
サー・フレデリック・トゥトゥ・グッドウィン（英: Frederick Tutu Goodwin、1940年 - ）は、クック諸島の第4代女王名代。大英帝国勲章二等勲爵士 (KBE) 。
1956年に警察に入り、短期のニュージーランド勤務などを経て最終的に警視にまで昇進した。1978年の総選挙に民主党所属でテアウォトンガ選挙区から出馬し、国会議員に当選。トム・デイヴィス内閣でエネルギー・労働副大臣を務めた。その後、2001年に女王名代に任ぜられ、2004年に大英帝国勲章を賜った。2010年2月に再任が決まり、7月にニュージーランド総督が委任状に署名、8月10日に発効した。
国会副議長のキャシー・エジェルトンは義理の妹である。